# Barophilie
Die Barophilie (griechisch βαροφιλία) bedeutet Vorliebe für Druck. Davon abgeleitet ist das Adjektiv barophil. Eine alternative Bezeichnung lautet Piezophilie bzw. piezophil.
Barophile Organismen haben sich im Laufe der Evolution an hohe Wasserdrücke angepasst, wie sie in der Tiefsee herrschen. 
Der Begriff wurde 1949 von Claude Ephraim ZoBell (1904–1989) und Frank H. Johnson (1908–1990) eingeführt, schließlich entdeckten Zobell and Richard Y. Morita 1957 barophile Mikroorganismen aus Sedimenten in großer Tiefe.
Fakultativ barophile Bakterien können unter hohen Drücken besser wachsen. So hat Spirillum sp. eine Generationszeit von 4–13 Stunden bei ca. 500 bar und 2 °C. Bei 1 bar jedoch erhöht sich die Generationszeit auf 72–96 Stunden. Fakultativ barophile Bakterien wie auch Thermococcus barophilus können zudem Änderungen im Druck erkennen und mit einer folgenden Zellantwort reagieren. Obligat barophile Bakterien benötigen hohe Drücke zum Wachsen, wie beispielsweise einige Stämme von Shewanella benthica. So wurde ein Stamm in einer Tiefe von 11.000 Meter gefunden und braucht ca. 800 bar zum Wachsen.
Barophile Organismen müssen entweder niedrige Temperaturen tolerieren können, die in solchen Tiefen vorherrschen (psychrophil) oder sie leben in der Nähe vulkanisch aktiver Gebiete und haben ein Temperaturoptimum bei 85 °C. Sie sind daher hyperthermophil. 
Barophile Organismen sind häufig Archaeen, die zur Gruppe der extremophilen Organismen gehören. Es wurden aber auch Gram-negative Eubakterien in einer Tiefe von 2.500 Meter gefunden, die die dort herrschenden Drücke tolerieren können.